# Вернер Фосс
Вернер Фосс (нім. Werner Voß; 13 квітня 1897, Крефельд — 23 вересня 1917) — німецький льотчик-ас, лейтенант Прусської армії. Кавалер ордена Pour le Mérite.

## Біографія
Фосс був записаний у місцевий ландвер, але з початком Першої світової війни вступив до 11-го гусарського полку і вирушив з ним на Східний фронт. Він подав рапорт про переведення в авіацію, який був прийнятий 1 серпня 1915 року, після чого Фосса направили в 7-й льотний запасний дивізіону в Кельні. 1 вересня 1915 року отримав направлення в льотну школу в Крефельд, де пройшов курс навчання і після сертифікації повернувся 12 лютого 1916 року в 7-й льотний запасний дивізіон, але вже як інструктор. 10 березня 1916 року направлений в 20-ту охоронну ескадрилью 4-ї бойової групи. Деякий час літав як спостерігач. 21 листопада 1916 року переведений у 2-гу винищувальну ескадрильб.
З перших тижнів 1917 року майбутній ас швидко почав нарощувати свій бойовий рахунок. Після 28-ї перемоги 20 травня 1917 року перейшов в 5-ту винищувальну ескадрилью, а коли його рахунок досяг 34 перемог, був призначений виконувачем обов'язків командира 29-ї винищувальної ескадрильї. Цією ескадрильєю він командував до 3 липня, потім був переведений на таку ж посаду в 14-ту винищувальну ескадрилью. 30 липня 1917 року Фосс був офіційно призначений командиром 10-ї винищувальної ескадрильї.
Фосс збив свого останнього супротивника 23 вересня, але потім прийняв бій, якому судилося стати одним із найзнаменитіших повітряних сутичок Першої світової війни. Наодинці Вернер Фосс боровся проти цілої ланки винищувачів SE 5а з 56-ї ескадрильї. З неймовірною майстерністю Фосс у десятихвилинній сутичці майже зміг здобути перемогу над британськими винищувачами, вразивши кулеметними чергами більшість із них. Незадовго до цього останнього бою Фосс серйозно пошкодив два SE 5а з 60-ї ескадрильї, змусивши їх вийти з бою, а потім у сутичці з 56-ю ескадрильєю потріпав 4 машини. Втрата, завдана німецьким асом 60-й і 56-й британським ескадрильям, виявилася в майже «збитих» трьох SE 5 і ще трьох пошкоджених, але кулеметна черга лейтенанта Артура Ріс-Девідса, кавалера Воєнного Хреста, поставила крапку у житті Фосса. Його триплан Fokker Dr I №103/17 впав о 19:35 на ферму Плюм на північ від Фрезенберга, де британські солдати поховали німецького льотчика.
Вернер Фосс, який здобув 48 повітряних перемог, разом з Йозефом Якобсом став четвертим за кількістю перемог німецьким асом Першої світової війни.

## Звання
- Єфрейтор (27 січня 1915)
- Унтерофіцер (18 травня 1915)
- Віцефельдфебель (2 березня 1916)
- Лейтенант (9 вересня 1916)

## Нагороди
- Залізний хрест
  - 2-го класу (1915)
  - 1-го класу (19 грудня 1916)
- Нагрудний знак військового пілота (Пруссія) (28 травня 1916)
- Почесний кубок для переможця у повітряному бою (грудень 1916)
- Королівський орден дому Гогенцоллернів, лицарський хрест з мечами (17 березня 1917)
- Pour le Mérite (8 квітня 1917)